# Gustavus Seyffarth

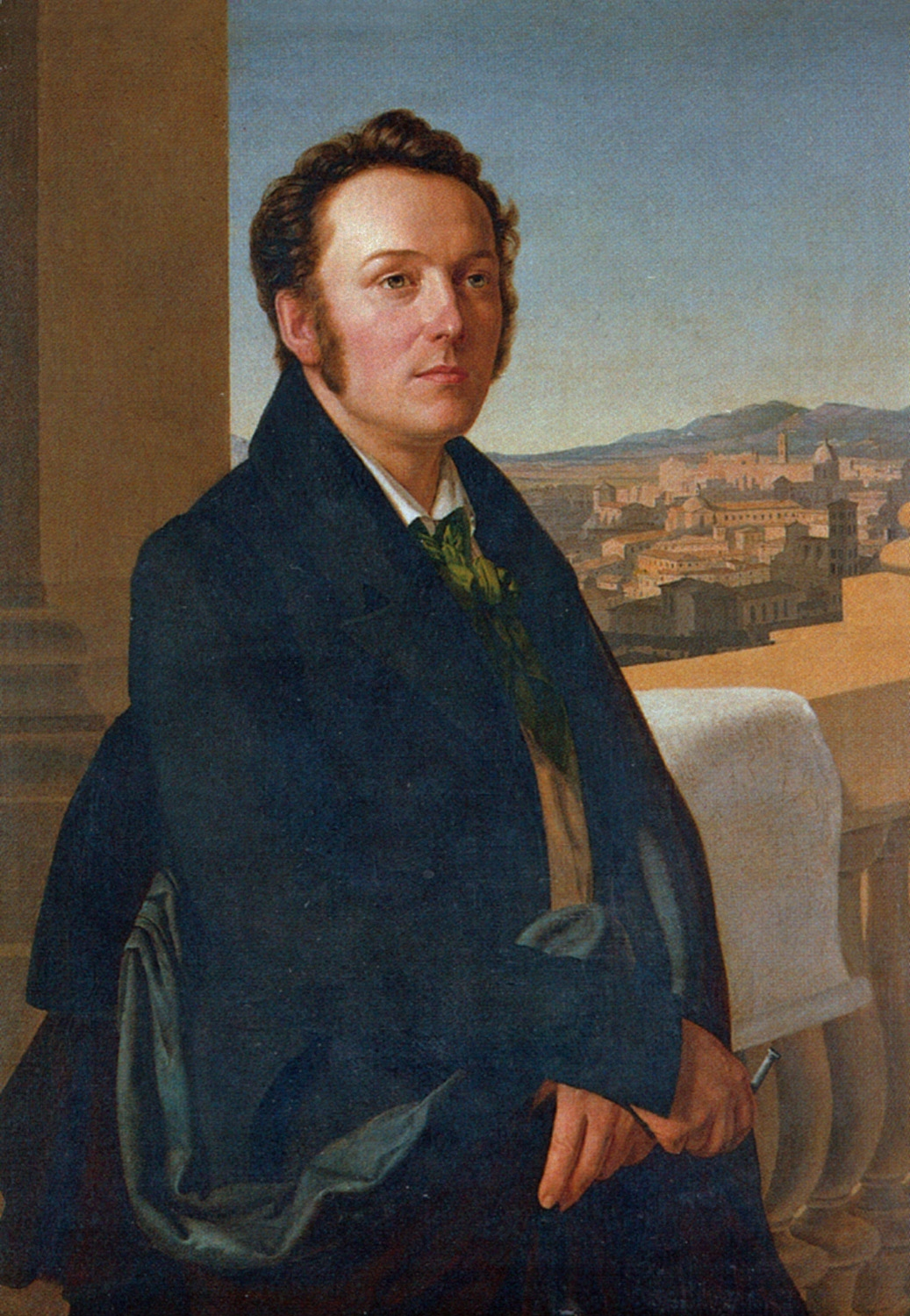
Gustavus Seyffarth

Gustavus Seyffarth (Übigau, Saksen), 13 juli 1796 – New York, 1885) was een Duits egyptoloog die vooral bekend was als tegenstander van het systeem van Champollion om hiërogliefen ook fonetisch te lezen.
In 1826 werkte hij mee aan de reconstructie van de koningslijst van Turijn en in 1830 werd hij de eerste hoogleraar archeologie aan de universiteit van Leipzig. Hij verzette zich vooral tegenover het systeem van Champollion die de hiërogliefen vooral zag als een fonetisch teken. Seyffarth hield vast aan het oude systeem waarbij de hiërogliefen beschouwd werden als een logogram. Hij had een heel ingewikkeld systeem om hiërogliefen te vertalen waarbij het teken een heel brede waaier aan betekenissen kon hebben. Daardoor konden de vertalingen van zijn systeem enorm verschillen wat ervoor zorgde dat zijn theorie weinig aanhang had. In 1854 verliet hij Duitsland en vestigde zich in New York. Hij bleef zijn standpunt verdedigen tot aan zijn dood in 1885.

## Werken
- Rudimenta Hierglyphica (1826)
- Systema Astronomiœ Ægyptiacœ (1826-33)
- Unser Alphabet ein Abbild des Tierkreiss (1834)
- Alphabeta Genuina Ægyptiorum et Asianorum (1840)
- Die Grundsätze der Mythologie und der alten Religionsgeschichte (1843)
- Grammatica Ægyptiaca (1855).

- Biblioteca Nacional de España: XX1438249
- Bibliothèque nationale de France: cb15878297c (data)
- Gemeinsame Normdatei: 117459666
- International Standard Name Identifier: 0000 0000 6632 7787
- Library of Congress Control Number: n2004022753
- Nationale Bibliotheek van Tsjechië: zmp20201068905
- Nationale Bibliotheek van Israël: 987007302527105171
- Nationale Bibliotheek van Polen: a0000002888779
- Nederlandse Thesaurus van Auteursnamen: 155804162
- LIBRIS: 310237
- SNAC: w6b038bv
- Système universitaire de documentation: 115098216
- Virtual International Authority File: 39713963
- WorldCat: E39PBJyX6gVb766r7JcD7dMtrq